# Whose Life Is It Anyway?
 Whose Life Is It Anyway? és una pel·lícula estatunidenca dirigida per John Badham, estrenada el 1981.

## Argument
Com a conseqüència d'un accident de trànsit, Ken Harrison, escultor feliçment casat, queda afectat d'una tetraplegia. Ell, tan actiu abans, esdevé dependent del seu cercle i s'enfonsa de pressa en la depressió. Considera l'eutanàsia però el metge que l'ha cuidat és un dur adversari d'aquesta pràctica. Pensa a internar-lo per impedir que posi fi als seus dies. Ken Harrison truca llavors a un advocat i entra en un procés mediàtic per aconseguir que la seva causa tingui èxit.

## Repartiment
- Richard Dreyfuss: Ken Harrison
- John Cassavetes: Dr. Michael Emerson
- Christine Lahti: Dr. Clare Scott
- Bob Balaban: Carter Hill
- Kenneth McMillan: Jutge Wyler
- Kaki Hunter: Mary Jo Sadler
- Thomas Carter: Infermer John
- Alba Oms: Infermera Rodriguez
- Janet Eilber: Pat
- Kathryn Grody: Mrs. Boyle
- George Wyner: Dr. Jacobs
- Mel Stewart: Dr. Barr
- Lyman Ward: un doctor

## Al voltant de la pel·lícula
- Una part del rodatge s'ha fet a Columbus Park i al Faulkner Hospital de Boston.
- Un èxit de Broadway (Tom Conty va guanyar el premi "Tony" per la seva actuació), traslladat a la pantalla gran amb resultats desiguals: bones crítiques però poc èxit de taquilla.